# Ire Assemblée galloise
7 mai 1999 — 30 avril 2003 
 (3 ans, 11 mois et 23 jours)
Présentation
Direction
Suivant
La Ire Assemblée galloise (First Welsh Assembly en anglais et Cyntaf Cynulliad Cymru en gallois), plus couramment appelée la Ire Assemblée (First Assembly en anglais et Y Cynulliad Cyntaf en gallois), est le cycle d’assemblée dévolu de l’assemblée nationale du pays de Galles qui s’ouvre le 7 mai 1999 à la suite des élections tenues la veille et s’achève le 30 avril 2003.
Aucun parti ne détient la majorité absolue au sein de l’Assemblée entrante dont la séance inaugurale se déroule le 12 mai 1999. Cependant, le Parti travailliste, à la tête d’une majorité relative, forme un cabinet minoritaire dirigé par Alun Michael, désigné premier secrétaire en mai 1999. Après la démission de ce dernier, Rhodri Morgan lui succède en février 2000 et forme un autre cabinet minoritaire pour quelques mois.
À la suite d’un accord de coalition conclu entre le Parti travailliste et les démocrates libéraux, Rhodri Morgan, toujours chef du cabinet sous le nouveau titre de premier ministre, forme en octobre 2000 le premier cabinet majoritaire de la mandature avec Mike German comme vice-premier ministre. Ce dernier se met en retrait du cabinet entre juillet 2001 et juin 2002, remplacé par Jenny Randerson de façon intérimaire.
Pendant toute la durée de la mandature, la présidence de l’Assemblée incombe à Dafydd Elis-Thomas, secondé jusqu’à sa nomination au cabinet par Jane Davidson, puis par John Marek à partir d’octobre 2000, en qualité de vice-présidents. La chambre se réunit pour la dernière fois à l’occasion d’une séance plénière le 2 avril 2003 ; elle est dissoute à la veille des deuxièmes élections de l’Assemblée, le 30 avril 2003.

## Composition de l’exécutif

### Souverain
Lors de l’ouverture de la Ire Assemblée galloise, le 7 mai 1999, Élisabeth II est la reine du Royaume-Uni depuis le 6 février 1952.

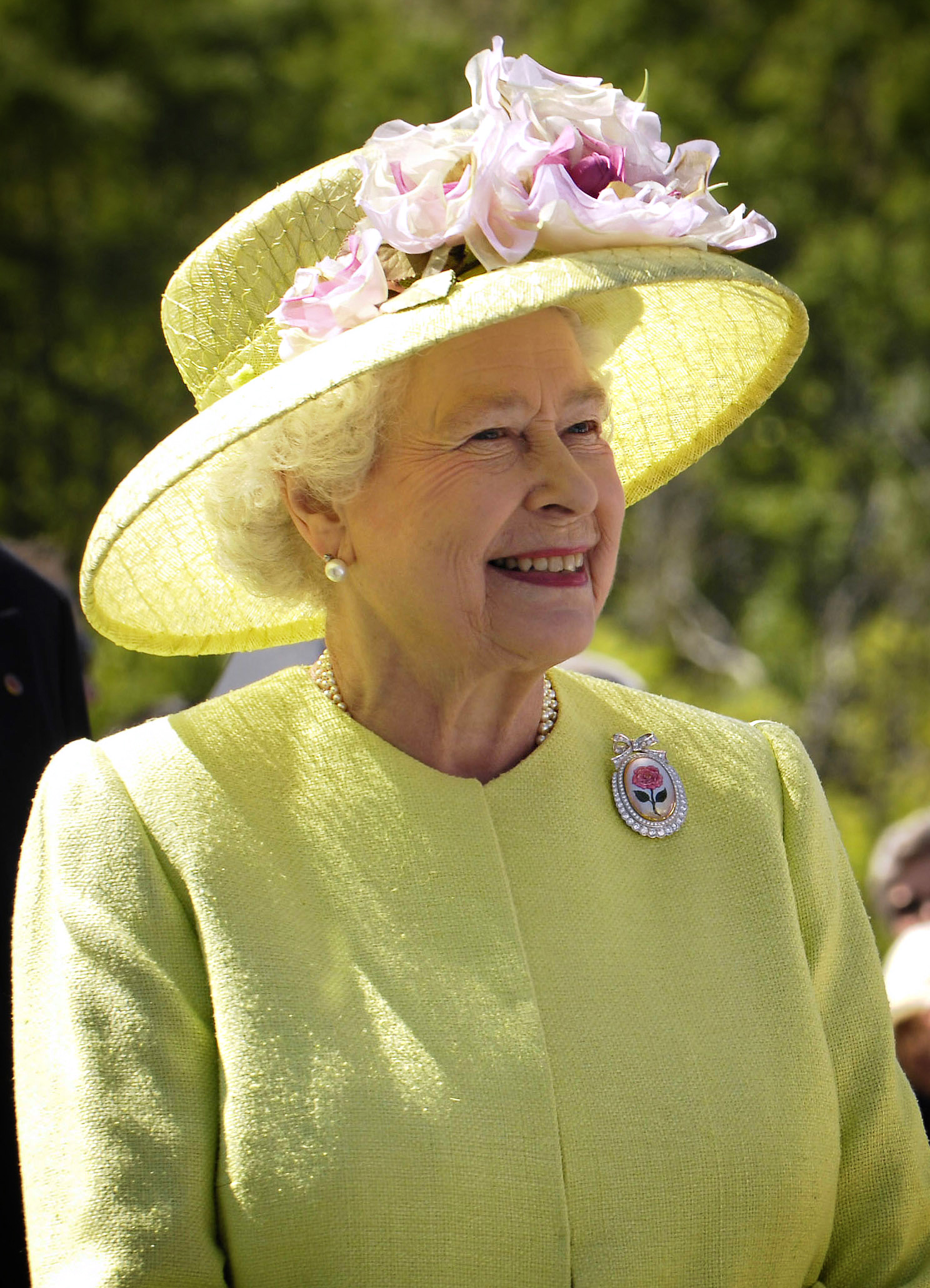
Élisabeth II, reine du Royaume-Uni.

### Chefs de cabinet successifs
À la première réunion des membres de l’Assemblée, le 12 mai 1999, Alun Michael est nommé premier secrétaire. Démissionnaire le 9 février 2000, il est remplacé ad interim dans sa fonction par Rhodri Morgan, secrétaire au Développement économique et aux Affaires européennes. Ce dernier, nommé premier secrétaire de plein exercice le 15 février suivant, adopte un nouveau titre pour le chef de cabinet : il devient à compter du 16 octobre 2000 le premier ministre,,,.

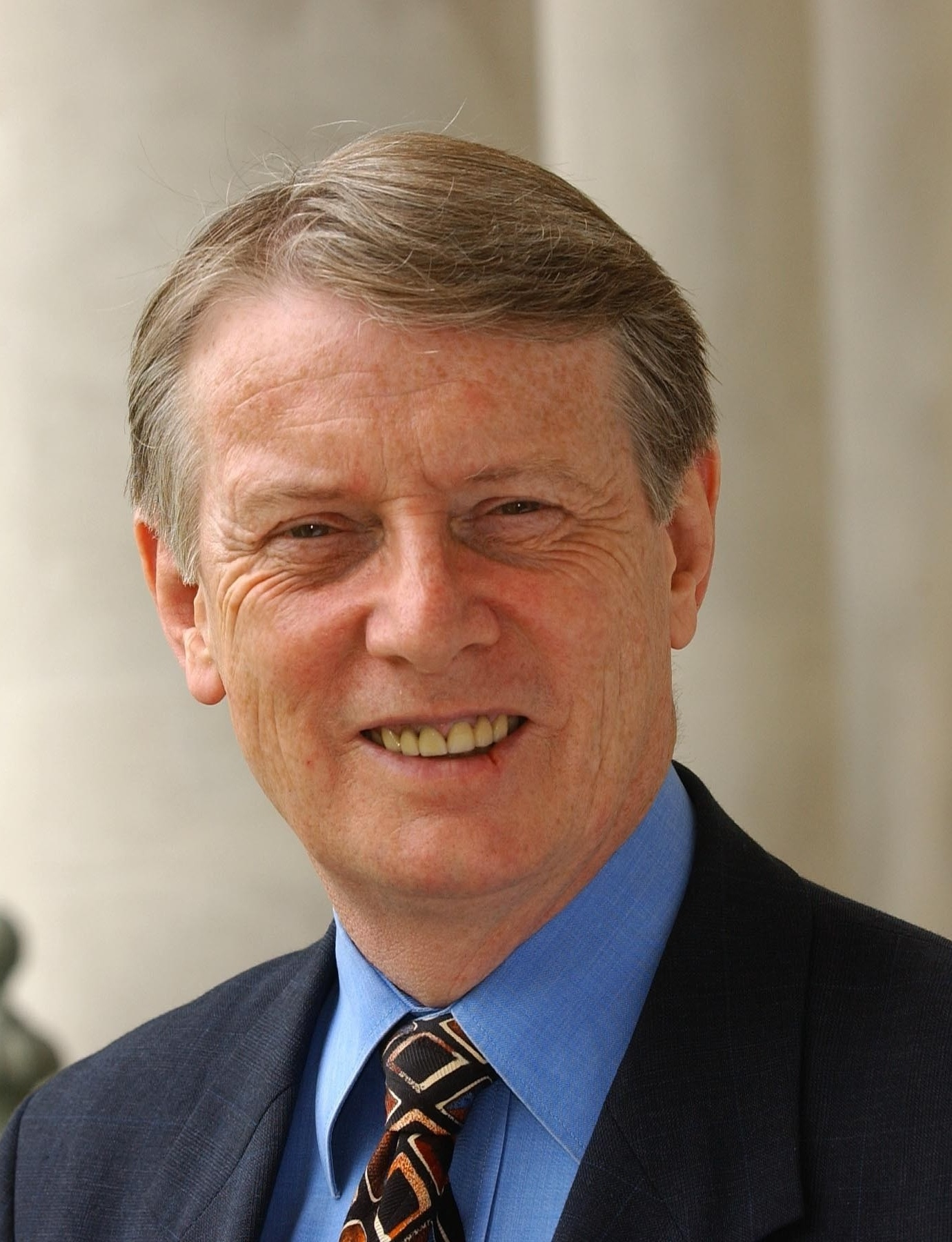
Alun Michael, premier secrétaire de 1999 à 2000.
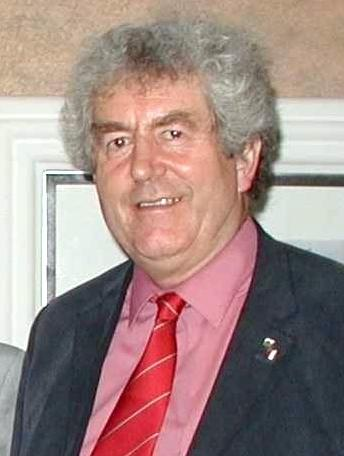
Rhodri Morgan, premier secrétaire puis premier ministre de 2000 à 2003.

### Cabinets successifs
Trois structures gouvernementales, appelées « cabinets de l’Assemblée », sont formées pendant la première mandature,,.
| No  | Nom               | Dates de mandat                                             | Partis                                    | Chef et chef adjoint | Chef et chef adjoint             | Chef et chef adjoint | Chef et chef adjoint                                 | Composition initiale |
| --- | ----------------- | ----------------------------------------------------------- | ----------------------------------------- | -------------------- | -------------------------------- | -------------------- | ---------------------------------------------------- | -------------------- |
| 1er | Cabinet Michael   | 12 mai 1999 — 9 février 2000 (8 mois et 28 jours)           | Parti travailliste                        |                      | Alun Michael                     |                      |                                                      | 6 secrétaires        |
| 2e  | Cabinet Morgan I  | 22 février — 16 octobre 2000 (7 mois et 24 jours)           | Parti travailliste                        | Rhodri Morgan        | 9 secrétaires 3 vice-secrétaires |                      |                                                      |                      |
| 3e  | Cabinet Morgan II | 16 octobre 2000 — 30 avril 2003 (2 ans, 6 mois et 14 jours) | Parti travailliste et Démocrates libéraux | Rhodri Morgan        |                                  | Mike German          | 1 vice-premier ministre 8 ministres 5 vice-ministres |                      |
| 3e  | Cabinet Morgan II | 16 octobre 2000 — 30 avril 2003 (2 ans, 6 mois et 14 jours) | Parti travailliste et Démocrates libéraux | Rhodri Morgan        | Jenny Randerson                  |                      | 1 vice-premier ministre 8 ministres 5 vice-ministres |                      |
| 3e  | Cabinet Morgan II | 16 octobre 2000 — 30 avril 2003 (2 ans, 6 mois et 14 jours) | Parti travailliste et Démocrates libéraux | Rhodri Morgan        | Mike German                      |                      | 1 vice-premier ministre 8 ministres 5 vice-ministres |                      |

## Composition de l’assemblée nationale pour le pays de Galles

### Résultats des élections de 1999
Des élections de l’assemblée nationale pour le pays de Galles sont organisées le 6 mai 1999. Il s’agit des premières élections autonomes au pays de Galles instituées dans le cadre de la dévolution du pouvoir voulue par le gouvernement travailliste de Tony Blair et majoritairement approuvé par les Gallois lors du référendum de septembre 1997,,,.
Compte tenu des modalités d’élection des membres de l’Assemblée selon le système du membre additionnel (additional member system en anglais), on distingue deux types de votes conduits simultanément et organisés à un tour :
- un scrutin uninominal majoritaire d’un représentant dans chacune des 40 circonscriptions ;
- un scrutin plurinominal de quatre représentants dans chacune des 5 régions électorales.

À l’issue de ces deux scrutins, les « sièges compensatoires » (top-up seats en anglais) sont distribués après plusieurs tours d’attribution en fonction du résultat d’une formation politique au niveau des circonscriptions et en fonction du pourcentage de voix obtenu régionalement.

#### Votes
Au niveau des circonscriptions, 40 sièges sont en jeu et 199 personnes se portent candidates à ces élections tandis que 44 listes s’affrontent à l’échelle des 5 régions électorales devant élire 4 représentants chacune, soit 20 sièges. Les conservateurs, les démocrates libéraux, les travaillistes et les nationalistes présentent des candidats dans toutes les circonscriptions et dressent des listes dans toutes les régions électorales.
La participation électorale s’élève à 46 % aussi bien au niveau des circonscriptions qu’à l’échelle régionale, soit 27 points de moins qu’aux élections générales de 1997 (74 %),.
| \| Pourcentages des votes régionaux et de circonscriptions \| Pourcentages des votes régionaux et de circonscriptions \| Pourcentages des votes régionaux et de circonscriptions \| Pourcentages des votes régionaux et de circonscriptions \| Pourcentages des votes régionaux et de circonscriptions \| \| ------------------------------------------------------- \| ------------------------------------------------------- \| ------------------------------------------------------- \| ------------------------------------------------------- \| ------------------------------------------------------- \| \| \| \| \| \| \| \| Parti travailliste \| Parti travailliste \| \| 36.53% \| 36.53% \| \| Plaid Cymru \| Plaid Cymru \| \| 29.49% \| 29.49% \| \| Conservateurs \| Conservateurs \| \| 16.17% \| 16.17% \| \| Démocrates libéraux \| Démocrates libéraux \| \| 13.01% \| 13.01% \| \| Vert \| Vert \| \| 1.31% \| 1.31% \| \| Parti travailliste socialiste \| Parti travailliste socialiste \| \| 0.52% \| 0.52% \| \| Autres \| Autres \| \| 2.96% \| 2.96% \| |                               |  |        |        |
| Pourcentages des votes régionaux et de circonscriptions |                               |  |        |        |
| |                               |  |        |        |
| Parti travailliste | Parti travailliste            |  | 36.53% | 36.53% |
| Plaid Cymru | Plaid Cymru                   |  | 29.49% | 29.49% |
| Conservateurs | Conservateurs                 |  | 16.17% | 16.17% |
| Démocrates libéraux | Démocrates libéraux           |  | 13.01% | 13.01% |
| Vert | Vert                          |  | 1.31%  | 1.31%  |
| Parti travailliste socialiste | Parti travailliste socialiste |  | 0.52%  | 0.52%  |
| Autres | Autres                        |  | 2.96%  | 2.96%  |

#### Répartition des sièges
Seuls quatre partis politiques sont représentés à l’assemblée nationale pour le pays de Galles. Aucun d’entre eux ne détient la majorité absolue (31 sièges), mais le parti ayant le contingent le plus important de membres de l’Assemblée est le Parti travailliste avec 28 sièges,.
| \| Pourcentage des sièges de membres de l’Assemblée \| Pourcentage des sièges de membres de l’Assemblée \| Pourcentage des sièges de membres de l’Assemblée \| Pourcentage des sièges de membres de l’Assemblée \| Pourcentage des sièges de membres de l’Assemblée \| \| ------------------------------------------------ \| ------------------------------------------------ \| ------------------------------------------------ \| ------------------------------------------------ \| ------------------------------------------------ \| \| \| \| \| \| \| \| Parti travailliste \| Parti travailliste \| \| 46.67% \| 46.67% \| \| Plaid Cymru \| Plaid Cymru \| \| 28.33% \| 28.33% \| \| Conservateurs \| Conservateurs \| \| 15.00% \| 15.00% \| \| Démocrates libéraux \| Démocrates libéraux \| \| 10.00% \| 10.00% \| |                     |  |        |        |
| Pourcentage des sièges de membres de l’Assemblée |                     |  |        |        |
| |                     |  |        |        |
| Parti travailliste | Parti travailliste  |  | 46.67% | 46.67% |
| Plaid Cymru | Plaid Cymru         |  | 28.33% | 28.33% |
| Conservateurs | Conservateurs       |  | 15.00% | 15.00% |
| Démocrates libéraux | Démocrates libéraux |  | 10.00% | 10.00% |

#### Assemblée entrante
L’assemblée nationale pour le pays de Galles élue le 6 mai 1999 entre en fonction le lendemain, lorsque les membres de l’Assemblée sont déclarés élus, jusqu’au 30 avril 2003, jour de sa dissolution, à la veille des élections.
La séance d’installation de l’Assemblée se déroule le 12 mai 1999 tandis que la séance de fin de mandature se tient le 2 avril 2003,.
Parmi les 60 membres élus à l’Assemblée, on dénombre :
- 24 femmes (40 % des sièges) ;
- 7 membres du Parlement (11,67 % des sièges) ;
- un membre de la Chambre des lords (1,67 % des sièges).

| Parti               | Type d’élection de membres | Type d’élection de membres | Sexe des membres | Sexe des membres | Participation à une législature | Participation à une législature |
| ------------------- | -------------------------- | -------------------------- | ---------------- | ---------------- | ------------------------------- | ------------------------------- |
| Parti               | Uninominal                 | Plurinominal               | Hommes           | Femmes           | Communes                        | Lords                           |
| Parti travailliste  | 27                         | 1                          | 13               | 15               | 4                               | —                               |
| Plaid Cymru         | 8                          | 7                          | 11               | 6                | 3                               | 1                               |
| Conservateurs       | 8                          | 1                          | 9                | —                | —                               | —                               |
| Démocrates libéraux | 3                          | 3                          | 3                | 3                | —                               | —                               |

### Modifications à la composition
La composition de l’assemblée nationale pour le pays de Galles est modifiée par des remplacements au niveau des régions électorales ou une élection partielle au niveau des circonscriptions à la suite de démissions ou de décès de membres de l’Assemblée.

#### Remplacements
| Région électorale  | Liste               | Membre sortant | Membre sortant      | Fin de mandat     | Raison    | Membre entrant | Membre entrant  | Début de mandat   |
| ------------------ | ------------------- | -------------- | ------------------- | ----------------- | --------- | -------------- | --------------- | ----------------- |
| Mid and West Wales | Parti travailliste  |                | Alun Michael        | 1er mai 2000      | Démission |                | Delyth Evans    | 1er mai 2000      |
| North Wales        | Démocrates libéraux |                | Christine Humphreys | 22 mars 2001      | Démission |                | Eleanor Burnham | 22 mars 2001      |
| North Wales        | Conservateurs       |                | Rod Richards        | 10 septembre 2002 | Démission |                | David Jones     | 10 septembre 2002 |

#### Élection partielle
| Circonscription | Membre sortant | Parti | Parti              | Fin de mandat   | Raison | Membre entrant | Parti | Parti              | Élection          | Début de mandat   |
| --------------- | -------------- | ----- | ------------------ | --------------- | ------ | -------------- | ----- | ------------------ | ----------------- | ----------------- |
| Swansea East    | Val Feld       |       | Parti travailliste | 17 juillet 2001 | Décès  | Val Lloyd      |       | Parti travailliste | 27 septembre 2001 | 28 septembre 2001 |

## Élections de la présidence de l’Assemblée

### Élection de 1999
Le président de l’assemblée nationale pour le pays de Galles est élu le 12 mai 1999 à la séance d’ouverture de la première mandature. Elle est présidée par Alun Michael, secrétaire d’État pour le Pays de Galles,.
Le secrétaire d’État demande aux membres de l’Assemblée des candidatures pour le poste. Le chef du groupe de Plaid Cymru Dafydd Wigley propose alors la candidature de Dafydd Elis-Thomas (Plaid Cymru) qu’Andrew Davies appuie en qualité de représentant du groupe du Parti travailliste. En l’absence d’autres candidatures et d’objections, il est déclaré élu par le secrétaire d’État et prend place à la tête de l’Assemblée.
Le président demande ensuite à ses collègues des candidats pour le poste de vice-président de l’assemblée nationale pour le pays de Galles. Andrew Davies suggère le nom de Jane Davidson (Parti travailliste) qui est soutenu par Mike German, le chef des démocrates libéraux. Elle est donc dûment déclarée vice-présidente de l’Assemblée par le président,.

### Élection de 2000
| Candidat        | Groupe         | Groupe             | Premier tour | Premier tour | Situation |
| Candidat        | Groupe         | Groupe             | Voix         | %            | Situation |
| --------------- | -------------- | ------------------ | ------------ | ------------ | --------- |
| John Marek      |                | Parti travailliste | 28           | 50,91        | Élu       |
| Rosemary Butler |                | Parti travailliste | 27           | 49,09        |           |
|                 |                |                    |              |              |           |
| Inscrits        | Inscrits       | Inscrits           | 60           | 100,00       |           |
| Votants         | Votants        | Votants            | 55           | 91,67        |           |
| Blancs et nuls  | Blancs et nuls | Blancs et nuls     | 0            | 0,00         |           |
| Exprimés        | Exprimés       | Exprimés           | 55           | 100,00       |           |

Nommée ministre de l’Éducation et de la Formation continue dans le cabinet le 16 octobre 2000, Jane Davidson démissionne du poste de vice-président, déclaré vacant le lendemain. L’élection du nouveau vice-président est alors prévue le 19 octobre suivant.
Le 19 octobre 2000, le président demande aux membres de l’Assemblée des candidatures pour le poste. Karen Sinclair (Parti travailliste), secondée par Peter Black (Parti travailliste), propose Rosemary Butler (Parti travailliste) tandis que David Melding (conservateur), secondé par Jocelyn Davies (Plaid), propose John Marek (Parti travailliste). Une élection à bulletin secret se tient donc entre les deux candidats ; John Marek la remporte et est déclaré vice-président par le président.

## Élections des premiers secrétaires de l’Assemblée

### Élection de 1999
Lors de la séance inaugurale du 12 mai 1999, le président de l’assemblée nationale pour le pays de Galles suggère aux membres de l’Assemblée de proposer un candidat pour occuper le poste de premier secrétaire. Rhodri Morgan, au nom du Parti travailliste avance la candidature d’Alun Michael avec Ann Jones comme co-motionnaire. En l’absence d’autres propositions, il est déclaré premier secrétaire de l’Assemblée par le président,.

### Élection intérimaire de 2000
Le 9 février 2000, Alun Michael remet au président une lettre de démission du poste de premier secrétaire. Le secrétaire aux Affaires d’assemblée Andrew Davies fait savoir que les membres du cabinet se sont réunis et ont élu Rhodri Morgan pour présider les réunions du cabinet et exercer les responsabilités du premier secrétaire jusqu’à ce qu’une nouveau premier secrétaire soit désigné par l’Assemblée,.

### Élection de 2000
L’élection d’un nouveau premier secrétaire est enclenchée par le président de l’Assemblée le 15 février 2000. Le secrétaire aux Affaires d’assemblée Andrew Davies propose la nomination de Rhodri Morgan au poste, qui, en l’absence d’autres candidats, est déclaré élu par le président,.

## Groupes politiques

### Présidences et statuts des groupes
| Groupes                     | Groupes                                      | Abréviation | Chef                      | Statut vis-à-vis du cabinet    | Statut vis-à-vis du cabinet |
| Groupes                     | Groupes                                      | Abréviation | Chef                      | Position                       | Période                     |
| --------------------------- | -------------------------------------------- | ----------- | ------------------------- | ------------------------------ | --------------------------- |
|                             | Labour / Llafur                              | LAB         | Alun Michael (1999-2000)  | Participation - (I - II - III) | 1999-2003                   |
| Rhodri Morgan (2000-2003)   | Labour / Llafur                              | LAB         |                           | Participation - (I - II - III) | 1999-2003                   |
|                             | The Party of Wales / Plaid Cymru             | PC          | Dafydd Wigley (1999-2000) | Opposition (officielle)        | 1999-2003                   |
| Ieuan Wyn Jones (2000-2003) | The Party of Wales / Plaid Cymru             | PC          |                           | Opposition (officielle)        | 1999-2003                   |
|                             | Conservatives / Ceidwadwyr                   | CON         | Rod Richards (1999)       | Opposition                     | 1999-2003                   |
| Nick Bourne (1999-2003)     | Conservatives / Ceidwadwyr                   | CON         |                           | Opposition                     | 1999-2003                   |
|                             | Liberal Democrats / Democratiaid Rhyddfrydol | LD          | Mike German (1999-2003)   | Opposition                     | 1999-2000                   |
| Participation (III)         | Liberal Democrats / Democratiaid Rhyddfrydol | LD          | Mike German (1999-2003)   | 2000-2003                      |                             |

### Composition
À l’ouverture de la première mandature, quatre groupes politiques sont formés à l’assemblée nationale pour le pays de Galles.

#### Parti travailliste
Le groupe du Parti travailliste (Labour en anglais et Lafur en gallois) se compose de 28 membres de l’Assemblée à l’entrée en fonction de la mandature.
Alun Michael, nommé premier secrétaire à la séance d’ouverture de la mandature le 12 mai 1999, est de facto le chef du groupe travailliste. Après sa démission, Rhodri Morgan devient le chef provisoire du groupe le 9 février 2000 avant d’être formellement nommé le 11 février suivant par les organes du parti. Ayant été désigné premier secrétaire le 15 février 2000, il fait changer son titre de chef de cabinet en premier ministre à compter du 16 octobre 2000,,,,.
Lorsqu’Alun Michael démissionne de son mandat de membre de l’Assemblée le 1er mai 2000, il est immédiatement remplacé par Delyth Evans, la candidate travailliste suivante sur la liste régionale, n’altérant pas le nombre de représentants du Parti travailliste à Crickhowell House. À la mort de Val Feld le 17 juillet 2001, le siège de Swansea East est vacant jusqu’à ce qu’il soit pourvu par l’élection le 27 septembre 2001 de Val Lloyd, une autre représentante travailliste qui entre en fonction le lendemain,,,.

#### Plaid Cymru
Le groupe de Plaid Cymru (The Party of Wales en anglais) se compose de 17 membres de l’Assemblée à l’entrée en fonction de la mandature.
Dafydd Wigley devient le chef du groupe de Plaid en début de mandature. Aussi, pendant une période d’hospitalisation, il est remplacé de façon intérimaire par Ieuan Wyn Jones entre le 8 décembre 1999 et le 11 février 2000. Dafydd Wigley annonce vouloir démissionner de ses fonctions de chef de groupe et de président de Plaid Cymru le 31 mai 2000. Il est remplacé à la tête du groupe nationaliste par Ieuan Wyn Jones à compter de son élection le 4 août suivant,,,,,.

#### Conservateurs
Le groupe des conservateurs (Conservatives en anglais et Y Ceidwadwyr en gallois) se compose de 9 membres de l’Assemblée à l’entrée en fonction de la mandature.
Rod Richards devient le chef du groupe conservateur en début de mandature. Démissionnaire le 10 août 1999 après la remise en cause de son autorité, il est remplacé par Nick Bourne à compter de son élection le 18 août suivant,,.
Rod Richards est exclu du groupe conservateur le 8 février 2000, ramenant à 8 le nombre de conservateurs à l’Assemblée. Cependant, le 10 septembre 2002, David Jones, un nouveau membre régional de l’Assemblée entre en fonction dans le groupe des conservateurs,,.

#### Démocrates libéraux
Le groupe des démocrates libéraux (Liberal Democrats en anglais et Y Democratiaid Rhyddfrydol en gallois) se compose de 6 membres de l’Assemblée à l’entrée en fonction de la mandature.
Mike German devient le chef du groupe des démocrates libéraux en début de mandature. Après l’accord de partenariat conclu entre le Parti travailliste et les démocrates libéraux, il prend le titre de vice-premier ministre au sein du cabinet dirigé par Rhodri Morgan à partir du 16 octobre 2000 en qualité de chef du parti minoritaire de la coalition. Provisoirement en retrait du cabinet à compter du 8 juillet 2001, tout en restant chef du groupe, il est restauré dans sa fonction le 13 juin 2002,,,.
Lorsque Christine Humphreys démissionne de son mandat de membre de l’Assemblée le 22 mars 2001, elle est immédiatement remplacée par Eleanor Burnham, la candidate démocrate libérale suivante sur la liste régionale, n’altérant pas le nombre de représentants des démocrates libéraux à Crickhowell House,.

#### Non-inscrit
À l’ouverture du cycle d’assemblée, aucun membre de l’Assemblée ne siège en indépendant.
Rod Richards siège en indépendant à compter du 8 février 2000, jour de son éviction du groupe conservateur bien qu’il soit toujours membre des Conservateurs gallois. Il démissionne de son mandat de membre de l’Assemblée le 10 septembre 2002, remplacé immédiatement par David Jones, le candidat suivant sur la liste régionale conservatrice qui lui intègre le groupe des conservateurs,,,.

### Historique de la composition des groupes
|                   | Groupe                                                 | Groupe                                                 | Groupe                                                 | Groupe                                                 | Non-inscrit                                            | Vacant                                                 |
| LAB               | PC                                                     | CON                                                    | LD                                                     |                                                        | Non-inscrit                                            | Vacant                                                 |
| ----------------- | ------------------------------------------------------ | ------------------------------------------------------ | ------------------------------------------------------ | ------------------------------------------------------ | ------------------------------------------------------ | ------------------------------------------------------ |
|                   |                                                        |                                                        |                                                        |                                                        | Non-inscrit                                            | Vacant                                                 |
| 7 mai 1999        | Début de la première mandature de l’Assemblée galloise | Début de la première mandature de l’Assemblée galloise | Début de la première mandature de l’Assemblée galloise | Début de la première mandature de l’Assemblée galloise | Début de la première mandature de l’Assemblée galloise | Début de la première mandature de l’Assemblée galloise |
| 12 mai 1999       | 28                                                     | 17                                                     | 9                                                      | 6                                                      |                                                        |                                                        |
| 8 février 2000    | 28                                                     | 17                                                     | 8                                                      | 6                                                      | 1                                                      |                                                        |
| 1er mai 2000      | 28                                                     | 17                                                     | 8                                                      | 6                                                      | 1                                                      |                                                        |
| 16 octobre 2000   | Formation d’un cabinet de coalition                    | Formation d’un cabinet de coalition                    | Formation d’un cabinet de coalition                    | Formation d’un cabinet de coalition                    | Formation d’un cabinet de coalition                    | Formation d’un cabinet de coalition                    |
| 16 octobre 2000   | 28                                                     | 17                                                     | 8                                                      | 6                                                      | 1                                                      |                                                        |
| 17 juillet 2001   | 27                                                     | 17                                                     | 8                                                      | 6                                                      | 1                                                      | 1                                                      |
| 28 septembre 2001 | 28                                                     | 17                                                     | 8                                                      | 6                                                      | 1                                                      |                                                        |
| 10 septembre 2002 | 28                                                     | 17                                                     | 9                                                      | 6                                                      |                                                        |                                                        |
| 30 avril 2003     | Fin de la première mandature de l’Assemblée galloise   | Fin de la première mandature de l’Assemblée galloise   | Fin de la première mandature de l’Assemblée galloise   | Fin de la première mandature de l’Assemblée galloise   | Fin de la première mandature de l’Assemblée galloise   | Fin de la première mandature de l’Assemblée galloise   |

## Présidences des comités

### Comités permanents
Les présidents des six premiers comités permanents (subject committees en anglais) — celui du Développement économique, celui de la Planification et de l’Environnement, celui de l’Agriculture et des Affaires rurales, celui de l’Éducation des plus de 16 ans et de la Formation continue, celui de l’Éducation des moins de 16 ans, des Écoles et de la Petite Enfance ainsi que celui de la Santé et des Services sociaux — sont élus dans une séance plénière de l’Assemblée le 19 mai 1999. La composition des comités est approuvée le 25 mai suivant,.
Le 29 mars 2000, le comité de l’Environnement et du Gouvernement local est dissous tandis que deux nouveaux comités sont formés : celui de l’Environnement, de la Planification et du Transport et celui du Gouvernement local et du Logement. Leurs membres et leurs présidents respectifs sont élus le même jour,.
Le 9 novembre 2000, les comité de l’Éducation des plus de 16 ans et de la Formation et celui de l’Éducation des moins de 16 sont dissous et deux nouveaux comités voient le jour : celui de la Culture et celui de l’Éducation et de la Formation continue. Leurs membres et leurs présidents respectifs sont élus le même jour,.
| Comité permanent                          | Formation       | Dissolution     | Président          | Président          | Groupe | Période   |
| ----------------------------------------- | --------------- | --------------- | ------------------ | ------------------ | ------ | --------- |
| Développement économique                  | 25 mai 1999     | 30 avril 2003   |                    | Ron Davies         | LAB    | 1999      |
| Développement économique                  | 25 mai 1999     | 30 avril 2003   | Val Feld           | 1999-2001          | LAB    |           |
| Développement économique                  | 25 mai 1999     | 30 avril 2003   | Christine Gwyther  | 2001-2003          | LAB    |           |
| Agriculture et Développement rural        | 25 mai 1999     | 30 avril 2003   |                    | Ieuan Wyn Jones    | PC     | 1999-2000 |
| Agriculture et Développement rural        | 25 mai 1999     | 30 avril 2003   | Rhodri Glyn Thomas | 2000               | PC     |           |
| Agriculture et Développement rural        | 25 mai 1999     | 30 avril 2003   |                    | Glyn Davies        | CON    | 2000-2003 |
| Éducation des plus de 16 ans et Formation | 25 mai 1999     | 9 novembre 2000 |                    | Cynog Dafis        | PC     | 1999-2000 |
| Santé et Services sociaux                 | 25 mai 1999     | 30 avril 2003   |                    | Kirsty Williams    | LD     | 1999-2003 |
| Éducation des moins de 16 ans             | 25 mai 1999     | 9 novembre 2000 |                    | William Graham     | CON    | 1999-2000 |
| Environnement et Gouvernement local       | 25 mai 1999     | 29 mars 2000    |                    | Susan Essex        | LAB    | 1999-2000 |
| Environnement, Planification et Transport | 29 mars 2000    | 30 avril 2003   |                    | Richard Edwards    | LAB    | 2000-2003 |
| Gouvernement local et Logement            | 29 mars 2000    | 30 avril 2003   |                    | Gwenda Thomas      | LAB    | 2000-2003 |
| Éducation et Formation continue           | 9 novembre 2000 | 30 avril 2003   |                    | Cynog Dafis        | PC     | 2000-2003 |
| Culture                                   | 9 novembre 2000 | 30 avril 2003   |                    | Rhodri Glyn Thomas | PC     | 2000-2003 |

### Comités législatifs
Les sept comités législatifs (standing committees en anglais) font l’objet d’une création en début de mandature : celui des Affaires en mai 1999, ceux de l’Audit, de la Législation, des Normes, des Affaires européennes et de l’Égalité des chances en juin 1999, et celui de la Chambre en juillet 1999. Leurs présidents respectifs ainsi que leurs membres sont nommés en séance plénière de l’Assemblée,,.
| Comité législatif    | Formation       | Dissolution   | Président      | Président     | Groupe | Période   |
| -------------------- | --------------- | ------------- | -------------- | ------------- | ------ | --------- |
| Affaires             | 18 mai 1999     | 30 avril 2003 |                | Jane Davidson | VP     | 1999-2000 |
| Affaires             | 18 mai 1999     | 30 avril 2003 | John Marek     | 2000-2003     | VP     |           |
| Audit                | 23 juin 1999    | 30 avril 2003 |                | Janet Davies  | PC     | 1999-2003 |
| Législation          | 23 juin 1999    | 30 avril 2003 |                | Mike German   | LD     | 1999-2000 |
| Législation          | 23 juin 1999    | 30 avril 2003 | Mick Bates     | 2000-2003     | LD     |           |
| Normes               | 23 juin 1999    | 30 avril 2003 |                | Nick Bourne   | CON    | 1999      |
| Normes               | 23 juin 1999    | 30 avril 2003 | David Melding, | 1999-2002     | CON    |           |
| Affaires européennes | 23 juin 1999    | 30 avril 2003 |                | Alun Michael  | LAB    | 1999-2000 |
| Affaires européennes | 23 juin 1999    | 30 avril 2003 | Rhodri Morgan  | 2000-2003     | LAB    |           |
| Égalité des chances  | 23 juin 1999    | 30 avril 2003 |                | Jane Hutt     | LAB    | 1999-2000 |
| Égalité des chances  | 23 juin 1999    | 30 avril 2003 | Edwina Hart    | 2000-2003     | LAB    |           |
| Chambre              | 13 juillet 1999 | 30 avril 2003 |                | Jane Davidson | VP     | 1999-2000 |
| Chambre              | 13 juillet 1999 | 30 avril 2003 | John Marek     | 2000-2003     | VP     |           |

### Comités régionaux
Contrairement aux autres comités, seuls les membres des comités régionaux (regional committees en anglais) sont nommés dans le cadre d’une séance plénière de l’Assemblée, la première étant celle du 23 juin 1999. Leurs présidents respectifs sont nommés en leur sein,.
| Comité régional     | Formation    | Dissolution   | Président | Président          | Groupe | Période   |
| ------------------- | ------------ | ------------- | --------- | ------------------ | ------ | --------- |
| Galles-du-Nord      | 26 juin 1999 | 30 avril 2003 |           | Gareth Jones       | PC     | 1999-2003 |
| Galles-du-Sud-Ouest | 26 juin 1999 | 30 avril 2003 |           | Peter Black        | LD     | 1999-2001 |
| Galles-du-Sud-Ouest | 26 juin 1999 | 30 avril 2003 |           | Rhodri Glyn Thomas | PC     | 2001-2003 |
| Galles-du-Centre    | 26 juin 1999 | 30 avril 2003 |           | Glyn Davies        | CON    | 1999-2003 |
| Galles-du-Sud-Est   | 26 juin 1999 | 30 avril 2003 |           | Jenny Randerson    | LD     | 1999-2003 |

## Principaux événements

### Affaires d’assemblée
| Date                  | Événement |
| --------------------- | --- |
| 6 mai 1999            | Premières élections de l’assemblée nationale pour le pays de Galles |
| 7 mai 1999            | Ouverture du cycle d’assemblée |
| 12 mai 1999           | Séance inaugurale de l’Assemblée : - Dafydd Elis-Thomas est élu président - Jane Davidson est élue vice-présidente - Alun Michael est élu premier secrétaire                                                                                               |
| 12 mai 1999           | Formation du cabinet d’Alun Michael |
| 19 mai 1999           | Élection de présidents de comités permanents |
| 29 mai 1999           | Ouverture solennelle de l’Assemblée par Élisabeth II, le duc d’Édimbourg et le prince de Galles |
| 23 juin 1999          | Élection de présidents de comités législatifs |
| 1er juillet 1999      | Dissolution du Bureau gallois et transfert de son personnel vers l’Assemblée |
| 29 juillet 1999       | Nomination de Paul Murphy au poste de secrétaire d’État pour le Pays de Galles |
| 15 septembre 1999     | Rejet d’une motion de censure à l’encontre de Christine Gwyther, secrétaire à l’Agriculture et au Developpement rural |
| 19 octobre 1999       | Adoption d’une motion de censure à l’encontre de Christine Gwyther, secrétaire à l’Agriculture et au Developpement rural |
| 2 novembre 1999       | Rejet d’une motion de défiance à l’encontre d’Alun Michael, premier secrétaire |
| 9 février 2000        | Adoption d’une motion de défiance à l’encontre d’Alun Michael, premier secrétaire |
| 9 février 2000        | Alun Michael démissionne du poste de premier secrétaire |
| 9 février 2000        | Rhodri Morgan est désigné premier secrétaire intérimaire |
| 15 février 2000       | Rhodri Morgan est élu premier secrétaire |
| 22 et 23 février 2000 | Formation du premier cabinet de Rhodri Morgan |
| 23 février 2000       | Création dans le cabinet de postes de vice-secrétaires |
| 17 mai 2000           | Rejet d’une motion de censure à l’encontre de Christine Gwyther, secrétaire à l’Agriculture et au Developpement rural |
| 6 octobre 2000        | Publication d’un accord de coalition entre le Parti travailliste et les démocrates libéraux |
| 16 et 17 octobre 2000 | Formation du deuxième cabinet de Rhodri Morgan : - changement du titre de premier secrétaire en premier ministre - création d’un poste de vice-premier ministre - changement des titres des secrétaires et vice-secrétaires en ministres et vice-ministres |
| 1er mai 2001          | Rejet d’une motion de censure à l’encontre de Jane Hutt, ministre de la Santé et des Services sociaux |
| 6 juillet 2001        | Mise en retrait du cabinet de Mike German, vice-premier ministre |
| 6 juillet 2001        | Jenny Randerson est désignée vice-premier ministre intérimaire |
| 18 avril 2002         | Mise en place d’une commission indépendante sur les pouvoirs et les arrangements électoraux de l’Assemblée dirigée par Ivor Richard, baron Richard |
| 13 juin 2002          | Réintégration au cabinet de Mike German en tant que vice-premier ministre |
| 23 octobre 2002       | Nomination de Peter Hain au poste de secrétaire d’État pour le Pays de Galles |
| 26 novembre 2002      | Lancement de la nouvelle identité visuelle de l’Assemblée |
| 2 avril 2003          | Dernière séance de l’Assemblée |
| 30 avril 2003         | Clôture du cycle d’assemblée |

### Adresses à l’Assemblée
| Date             | Personnalité                                                              |
| ---------------- | ------------------------------------------------------------------------- |
| 2 juillet 1999   | Philip Lader, ambassadeur des États-Unis au Royaume-Uni                   |
| 12 octobre 1999  | Bob Carr, premier ministre de la Nouvelle-Galles-du-Sud                   |
| 30 novembre 1999 | Roy MacLaren, haut-commissaire du Canada au Royaume-Uni                   |
| 8 décembre 1999  | David Hanson, sous-secrétaire d’État parlementaire pour le pays de Galles |
| 27 juin 2000     | David Steel, président du Parlement écossais                              |
| 12 décembre 2000 | Tanni Grey-Thompson                                                       |
| 1er mars 2001    | Bertie Ahern, taoiseach                                                   |
| 30 octobre 2001  | Tony Blair, premier ministre du Royaume-Uni                               |
| 19 mars 2002     | Peter Caruana, ministre en chef de Gibraltar                              |
| 9 mai 2002       | Jan Olbrycht, maréchal du voïvodie de Silésie                             |
| 13 juin 2002     | Élisabeth II, reine du Royaume-Uni, dans le cadre du jubilé d’or          |
| 3 décembre 2002  | Mary McAleese, présidente de l’Irlande                                    |
| 3 avril 2003     | Colin Jackson                                                             |